# Ramses al IV-lea

Ramses al IV-lea  a fost al treilea faraon din Dinastia a XX-a, a domnit între anii cca. 1155 – 1149 î.Hr.

## Legaturi externe
- Mormântul faraonului 3D[nefuncțională]

La mumificarea lui,ochii i s-au înlocuit cu niște cepe sau niște pietricele mici pictate